# اسلایدشیر
اسلایدشیر (به انگلیسی: SlideShare) یکی از بزرگترین وب‌گاه‌های اشتراک‌گذاری ارائه است که با استفاده از ابزارهای وب ۲٫۰ عمل می‌کند و به عنوان یکی از ابزارهای مهم در جهت بهره‌وری شناخته می‌شود. محبوبیت این وب‌گاه در زمینهٔ ارائه به قدری است که به آن یوتیوبِ پاورپوینت گفته شده.
ساختن حساب در این وب‌گاه رایگان است که با استفاده از این حساب رایگان می‌توان یک کانال سفارشی در اسلایدشیر ایجاد کرد و بی‌درنگ به اشتراک‌گذاری ارائه‌ها پرداخت. به کاربران اجازه داده می‌شود ارائه‌ها و سندهای خود را با دیگران به اشتراک بگذارند. هر قالبی که بتوان آن را ارائه داد می‌توان در اسلایدشیر به اشتراک گذاشت و بسیاری از افراد از آن برای اشتراک‌گذاری کارنامک، تصدیق‌نامه، مجموعه‌ای از نمونه‌کار، ارائه‌های بازاریابی و فروش و… استفاده می‌کنند. این وب‌گاه از پرونده‌های پی‌دی‌اف، مایکروسافت پاورپوینت، مایکروسافت ورد، اپن آفیس، کی‌نوت و آی‌ورک پشتیبانی می‌کند و همچنین امکان بارگذاری فیلم به گونه‌ای که پروفایل شخصی قابل پخش باشد را فراهم می‌آورد. کاربرانی که سندهای خود را روی اسلایدشیر بارمی‌گذارند این امکان را دارند که آن را به صورت عمومی یا خصوصی درآورند. همچنین امکان افزودن قابلیت‌های صوتی به سندها وجود دارد. نتیجهٔ کار را می‌توان در قالب پرونده‌های فلش با سبک یوتیوب در وب‌گاه‌های دیگر جاسازی نمود و هر کاربری که به مرورگری با افزونهٔ فلش دسترسی داشته باشد می‌تواند ارائه را در مرورگر خود مشاهده کند.
امکان تعیین یکی از مجوزهای کریتیو کامنز برای آثار بارگذاری شده در اسلایدشیر وجود دارد. پس از بارگذاری پرونده روی اسلایدشیر می‌توان آن را تقریباً در هر وب‌گاه یا وب‌نوشتی با استفاده از پخش‌کننده‌ای که خود اسلایدشیر فراهم می‌کند جاسازی کرد. ارائه‌هایی که در توییتر و فیسبوک محبوبیت زیادی کسب کنند به آغازهٔ اسلایدشیر راه می‌یابند و به ارائه‌دهندگانشان پیام تبریک فرستاده می‌شود.
در اسلایدشیر گزارش محتواهای نامناسب (از جمله نقض حق تکثیر) نیز با کمک کاربران انجام می‌شود.

## تاریخچه
اسلایدشیر در سال ۲۰۰۶ میلادی بنیادگذاری شد اما تا سال ۲۰۰۹ که بازدید ماهانهٔ وب‌گاه از مرز ۶۰ میلیون بازدید گذشت توجه زیادی به خود جلب نکرد. بنیان‌گذاران این وب‌گاه راشمی سینها و جاناتان بوتله هستند. در سال ۲۰۰۹ اسلایدشیر دو ویژگی به امکانات خود افزود که بازاریابان شرکت‌به‌شرکت را هدف قرار می‌داد. این امکانات جدید عبارت بودند از توانایی خرید فضایی با نمانام تجاری و امکان گرفتن اطلاعات تماس مخاطبانی که قصد بارگیری دارند به عنوان یک سرنخ فروش.

## روش کار وب‌گاه
اسلایدشیر را می‌توان یک وب‌گاه رسانه‌ایِ کسب و کار برای اشتراک‌گذاری ارائه‌ها دانست که در آن یک جامعهٔ کاربری حرفه‌ایِ پویا فعالیت دارند و به‌طور مداوم مشغول بیان دیدگاه، پسند و بارگیری محتوا هستند. به غیر از این محتوا از طریق وب‌نوشتها و شبکه‌های اجتماعیای همچون لینکداین، فیسبوک و توییتر دست به دست می‌شود. افراد و سازمان‌ها با هدف اشتراک‌گذاری ایده‌هایشان، برقراری ارتباط با دیگران و جلو راندن کسب و کارشان سندها را روی اسلایدشیر بارگذاری می‌کنند و هر کسی می‌تواند ارائه‌ها و سندهایی که برایش جذاب هستند را ببیند و به همین خاطر است که اسلایدشیر به علت داشتن گسترهٔ وسیعی از مخاطب می‌تواند یکی از بهترین مکان‌ها برای بیان ایده‌ها، معرفی محصولات، دستیابی به افرادی که به‌طور معمول دسترسی به آن‌ها ممکن نیست یا دسترسی به آن‌ها سخت است و… باشد. از مهم‌ترین ویژگی‌های اسلایدشیر می‌توان به موارد زیر اشاره کرد:
- فراهم‌آوردن امکان جاسازی نمایش اسلایدها در درون وب‌گاه یا وب‌نوشت
- ارائه روش‌هایی برای اشتراک‌گذاری ایده‌ها به صورت عمومی یا خصوصی
- همراه‌کردن اسلایدها با صوت (به اسلایدهای همراه با صوت اسلایدکست[و ۲] گفته می‌شود[۱۸])
- امکان بازاریابی برای جاذبه‌های خودتان
- امکان پیوستن به گروه‌های اسلایدشیر که دارای علایق مشترکی با شما هستند
- بارگیری اصل پرونده‌های اشتراک‌گذاشته‌شده

پرونده‌های پی‌دی‌اف، پاورپوینت یا اپن‌آفیس را می‌توان در کانالی با نام تجاری مشخص بارگذاری کرد و دیگران به سادگی خواهند توانست آن را ببینند، چاپ کنند، بارگیری کنند، یا در وب‌گاه‌ها و وب‌نوشت‌هایشان جاسازی نمایند. بنابراین اسلایدشیر کار بارگذاری و نمایش مناسب ارائه‌ها را ساده می‌کند و از طرفی دایرهٔ وسیعی از مخاطبان برای آن می‌یابد و از آنجایی که این مخاطبان می‌توانند ارائهٔ بارگذاری‌شده را با دیگران به اشتراک بگذارند و جاسازی کنند، میزان دست به دست شدن آن زیاد خواهد بود. در حالت معمول اگر بخواهیم یک پروندهٔ پاورپوینت را بدون استفاده از امکانات چنین خدماتی روی وب بارگذاری کنیم باید آن را به صورت اچ‌تی‌ام‌ال ذخیره نماییم و سپس پروندهٔ اچ‌تی‌ام‌ال و پرونده‌های تصویری مرتبط با آن را روی یک میزبان وب بارگذاری کنیم و نهایتاً با استفاده از دستورهای اچ‌تی‌ام‌ال مناسب از آن‌ها در یک نوشتهٔ وب‌نوشت استفاده نماییم.
اعضای وب‌گاه می‌توانند یکدیگر را دنبال کنند، گروه تشکیل دهند و به روزرسانی‌هایی در مورد وضعیت کنونی‌شان انجام ارسال کنند.

### اشتراک‌گذاری
ممکن است عده‌ای تصور کنند که اشتراک‌گذاری ارائه‌ها مساوی لو دادن رمزهای تجاری است، اما داشتن گسترهٔ وسیعی از مخاطبان علاقه‌مند و فراهم‌آوردن امکان تبلیغ فروش، از مزایای وب‌گاه‌هایی مانند اسلایدشیر است و این چیزی نیست که بنگاه‌ها به راحتی از آن بگذرند. از سوی دیگر اسلایدشیر این امکان را دارد که در صورت تمایل بارگذار، امکان چاپ، بارگیری، اشتراک‌گذاری و جاسازی محتوا در وب‌گاه‌های دیگر را از کار انداخت که تا حد زیادی می‌تواند جلوی افشا و دسترسی‌های ناخواسته به ارائه‌ها را بگیرد. با این وجود نباید از نظر دور داشت که بازاریابی از راه اشتراک‌گذاری و گسترش دهان به دهان محتوا پیش می‌رود و از این رو توصیه نمی‌شود که جلوی گسترش محتوایی که به این منظور طراحی شده‌است را گرفت.
برای عملکرد بهتر اشتراک‌گذاری، پیشنهاد می‌شود حتماً پروفایل شخصی فرد کامل و عمومی باشد و به وب‌گاه‌های تجاری مورد نظرش پیوند داشته باشد تا بتواند بیشترین مخاطب را کسب کند. یک کاربر می‌تواند، در صورت علاقه، فعالیت کاربر دیگری را دنبال کند؛ داشتن مخاطبان زیاد که به تدریج رخ می‌دهد، می‌تواند نشانهٔ مهمی از درگیرشدن و جذب ذهن مخاطبان باشد.
پس از بارگذاری محتوا روی اسلایدشیر می‌توان فرد می‌توان را در وب‌نوشت شخصی خودش جاسازی کند و برخی از سرویس‌های وب‌نویسی ابزارک‌هایی را بدین منظور طراحی کرده‌اند. در صورت استفاده از نام مناسب برای محتوا، جویشگر این وب‌گاه نیز می‌تواند نقش مؤثری در بالا بردن شمار کسانی که مطلب را مطالعه می‌کنند داشته باشد. امکان ثبت یک رونوشت متنی از ارائه در کنار آن نیز وجود دارد که به بالا بردن رتبهٔ ارائه از نظر سئو کمک خواهد کرد. از دیگر امکانات این وب‌گاه در زمینهٔ اشتراک‌گذاری، امکان جمع‌آوری مجموعه‌ای از ارائه‌ها در کنار هم و نیز استفاده و پیوستن به گروه‌های موجود در آن است که به افزایش مخاطبان کمک خواهد کرد.
فیسبوک و لینکداین اپلیکیشن‌های ویژهٔ این وب‌گاه را دارند که امکان نمایش ارائه در صفحهٔ فیسبوک یا پروفایل لینکنداین را فراهم می‌کنند. در اسلایدشیر دکمه‌هایی برای اشتراک‌گذاری ارائه‌ها در گوگل+، توییتر، فیسبوک و لینکداین وجود دارد. خوراک آراس‌اسای نیز برای ارائه‌های هر کاربر وجود دارد که می‌توان آن را در خوراک‌خوانهای بیرونی و وب‌نوشت‌های طرف سوم جاسازی کرد.
برخی از افراد از اسلایدشیر به عنوان یک فضای ذخیره‌سازی ابری استفاده می‌کنند اما باید توجه داشت که در اسلایدشیر بر خلاف خدماتی مانند گوگل پرزنتیشن، در صورتی که نسخهٔ اصلی پرونده تغییر کند، جاسازی‌های آن در وب‌نوشت‌ها به‌روز نخواهد شد، مگر اینکه از کد جدید جاسازی استفاده شود.

### برچسب‌زنی
در اسلایدشیر امکان برچسب‌زنی محتوا وجود دارد تا کاربران ساده‌تر بتوانند محتوای مورد نظر خود را بیابند. اسلایدشیر دارای سامانهٔ برچسب‌زنی هوشمندی است که با جنبه‌هایی از فلیکر و دلیشز همخوانی دارد. همچنین در اسلایدشیر هر کاربری می‌تواند به اسلایدهای کاربر دیگری برچسب بزند، به شرط آنکه آن اسلاید جزء علاقه‌مندی‌های کاربر برچسب‌زننده باشد. علاقه‌مندی‌ها در اسلایدشیر نقشی مشابه بوکمارک بازی می‌کنند و به کمک آن‌ها می‌توان ارائه‌های مورد علاقه را به سرعت یافت. این سامانهٔ علاقه‌مندی‌ها یک محیط برچسب‌زنی مشترک فراهم می‌کند که در آن هر کاربری برچسب‌های خودش را دارد و می‌توان این برچسب‌ها را در کنار هم برای یک اسلاید مشخص جمع‌آوری کرد و اسلایدشیر می‌تواند با استفاده از برآیند این برچسب‌ها موضوع کلی اسلایدها را برای مخاطبان مشخص کند و از سوی دیگر تعیین نماید که کدام اسلاید برای یک برچسب مشخص بهترین ارائه خواهد بود. مدیر عامل اجرایی و مشاور رسانه‌های اجتماعی اسلایدشیر، راشمی سینها، در زمینهٔ برچسب‌زنی می‌گوید: «افزودن به فهرست علاقه‌مندی‌ها، از پرطرفدارترین فعالیت‌های اجتماعی در اسلایدشیر است.»

### نوع حساب‌های کاربری
پس از نام‌نویسی در وب‌گاه کاربران می‌توانند نوع حساب کاربری خود را انتخاب کنند. ساختن حساب شرکتی محیطی فراهم می‌کند که در آن می‌توان گستره و نوع صنعت اجرایی در شرکت را وارد کرد، در مقابل انتخاب یک حساب سخنگوی حرفه‌ای محیطی مناسب با همین عنوان که برای نمونه فرد در آن می‌تواند کنفرانسهای مهمی که در آن‌ها شرکت کرده‌است را وارد کند ایجاد می‌کند. حالت پیش‌فرض بهترین انتخاب برای کسانی است که در هیچ یک از دو دستهٔ پیشین جای نمی‌گیرند.

### خدمات حرفه‌ای
معمولاً برای بسیاری از کاربران تازه‌کار استفاده از خدمات رایگان اسلایدشیر کافی خواهد بود اما در صورت نیاز می‌توان با پرداخت مبلغی به خدمات حرفه‌ای سایت دست یافت. خدمات حرفه‌ای اسلایدشیر در بسته‌هایی با قیمت معین ارائه می‌شوند و صاحبان این حساب‌های پولی می‌توانند تحلیل‌هایی در مورد محتوایش بدست آورند و همچنین تبلیغات را از فیلم‌ها و کانال‌هایشان بزدایند.
یکی دیگر از محدودیت‌های حساب رایگان وجود محدودیت ۱۰۰ مگابایتی برای حجم هر ارائهٔ بارگذاری‌شده روی وب‌گاه است. برای فیلم‌ها، امکان بارگذاری تا ۵۰۰ مگابایت نیز وجود دارد.

## لینکداین
از جمله وب‌گاه‌های سرشناسی که از خدمات اسلایدشیر استفاده می‌کنند می‌توان به لینکدین اشاره کرد که مالک اصلی اسلایدشیر است و از ماه مهٔ سال ۲۰۱۲ از اسلایدشیر به جای گوگل پرزنتیشن استفاده می‌کند. در آن زمان با وجود اینکه به نظر می‌رسید لینکداین باید به سمت به‌کارگیری بیشتر ویدئوها رود و شاید یک اپلیکشن ویدئوی تازه بسازد تا بتوان بارگذاری‌ها را ساده‌تر کرد، اما برخلاف انتظارها گوگل پرزنتیشن را نیز کنار گذاشت که باعث شد تنها گزینهٔ بارگذاری ویدئو در پروفایل‌های لینکداین، اسلایدشیر باشد که فرایند آن تا حدی پیچیده و باگدار بود. مزیت استفاده از اسلایدشیر به جای وب‌گاه‌هایی مانند باکس.نت این است که می‌توان ویدئو را به صورت خودکار پخش کرد و کاربر نیازی ندارد به وب‌گاه اصلی مراجعه کند و روی دکمهٔ پخش کلیک کند. با همهٔ این حرف‌ها، نرم‌افزار اسلایدشیر از لینکداین مستقل محسوب می‌شود.
پس از آنکه لینکداین اسلایدشیر را خرید، گزینه‌هایی مختص به کاربران حرفه‌ای اسلایدشیر ارائه داد که با استفاده از آن‌ها می‌توان به یک پیش‌خوان حرفه‌ای در لینکداین دست یافت که تحلیلی از نمایش‌ها، علاقه‌مندی‌ها و دیدگاه‌های دریافت‌شده در لینکداین نمایش می‌دهد و نیز یک ابزارک تعاملی جدید به نام PortFolio برای کاربران حرفه‌ای نمایش می‌یابد که به کمک آن می‌توان نمونه‌کارها را در پروفایل عمومی لینکداین به نمایش گذاشت. حداقل هزینهٔ یک حساب حرفه‌ای در اسلایدشیر ۱۹ دلار در هر ماه است.
برای بارگذاری یک ارائه از درون لیکنداین باید از زیر گزینهٔ "get more applications" عبارت "slideshare" را انتخاب و پس روی "add application" کلیک کرد و پس از آن می‌توان اسلاید مورد نظر را برگزید. برای بارگذاری فیلم در قالب یک ارائه باید باید فیلم را در داخل پروندهٔ پاورپوینت جاسازی نمود.
از قابلیت‌هایی که پس از پیوندزدن پروفایل لینکداین و اسلایدشیر پدید می‌آید—به غیر از جاسازی خودکار ارائه‌ها در پروفایل لینکداین—این است که بارگذاری‌های تازه در اسلایدشیر به صورت خودکار به فهرست تماس‌ها اطلاع‌رسانی می‌شوند. با این وجود اسلایدشیر تنها ارائه‌دهندهٔ چنین خدماتی نیست و سرویس‌های جایگزین برای آن وجود دارند.

## کاربردهای حرفه‌ای
میزان زیادی از ارئه‌های روی اسلایدشیر توسط افرادی بارگذاری می‌شود که در آن زمینه سخنران یا مربی هستند و بالا بودن درصد ارائه‌های داده‌شده در مورد یک موضوع خاص می‌تواند نشانگر بالا بودن میزان تقاضا در آن زمینه باشد. بازاریابان علاوه بر آنکه می‌توانند از وب‌گاه‌هایی مانند گوگل، آمازون و اسلایدشیر برای سنجش میزان تقاضا استفاده کنند، امکان بهره‌گیری از اسلایدهای اسلایدشیر برای آشنایی با روش‌های دیگر همتایانشان جهت پیشرفت در آن زمینه نیز وجود دارد.
آموزگارانی که به دنبال توسعهٔ حرفه‌ای هستند این امکان را دارند که از ارائه‌های به اشتراک‌گذاشته‌شده توسط دیگران در زمینهٔ کاری‌شان استفاده‌کننده و افزون بر آن ارائه‌های بسیاری در مورد «چگونه فلان کار را انجام دهیم» در موضوعات گوناگون بیابند. از سوی دیگر با بارگذاری ارائهٔ کلاسی بر روی اسلایدشیر می‌توان امکان دریافت سادهٔ آن برای همهٔ دانش‌آموزان یا اولیایی که می‌خواهند به دانش‌آموزان در انجام تکالیفشان کمک کنند را مهیا کرد و بازخوردهای آنان را دریافت نمود. مستندسازی اردوهای دانش‌آموزی می‌تواند به عنوان یک تکلیف برای دانش‌آموزان در نظر گرفته شود و راهی باشد برای اشتراک‌گذاری تجربیات با دانش‌آموزانی که امکان شرکت در اردو را نیافته‌اند. بارگذاری اسلایدهای دانش‌آموزان روی اسلایدشیر می‌تواند یک مشوق بزرگ برای آنان باشد و اجازهٔ بازبینی کار آنان توسط گسترهٔ بزرگتری از مخاطبان را خواهد داد.
در بسیاری از حوزه‌ها با به‌روزشدن اطلاعات بسیاری از بخش‌های اداری شروع به توزیع حجم زیادی از کاغذ بین کارمندانشان می‌کنند که تنها بخشی از آن‌ها واقعاً خوانده می‌شوند. به جای این کار می‌توان آن اطلاعات را روی ویکی آن حوزه یا وب‌گاهی مانند اسلایدشیر گذاشت تا از این راه هم در هزینهٔ چاپ صرفه‌جویی شود و هم و کارمندان نیز می‌توانند تنها زمانی که واقعاً به آن‌ها نیاز دارند آن‌ها را به دست آورند، بدون اینکه نیاز باشد در کشوهای مختلف به دنبالش بگردند.
با استفاده از امکانات چنین وب‌گاه‌هایی امکان شرکت همهٔ کارمندان در کنفرانس‌های مجازی فراهم می‌شود و دیگر محدودیت‌هایی مانند جا، یا برنامهٔ زمانی سفر مطرح نخواهند شد.

## توصیه‌هایی برای داشتن ارائه‌های بهتر
دیدن اسلایدها با صرف توجه مخاطب همراه است و بنابراین باید تلاش کرد در کوتاه‌ترین زمان ممکن باارزش‌ترین اطلاعات را منتقل کرد. نکتهٔ دیگر اینکه ابزارک نمایش اسلایدها تنها چندصد پیکسل است، پس باید قلم به کار رفته در اسلایدها به اندازهٔ کافی درشت باشد تا خوانایی متن در اندازهٔ نمایش حفظ شود. از این نظر باید به اسلاید عنوان توجه ویژه‌ای داشت چون به عنوان تصویر بندانگشتی پرونده استفاده خواهد شد. در نتیجه اسلاید اول باید به اندازهٔ کافی خوانا و جذاب باشد تا خواننده با دیدن آن در مرورگرش به تماشای آن تشویق شود. نام پرونده‌هایی که بارگذاری می‌شوند نیز دارای اهمیت است چراکه این نام در نشانی وبی که به آن پرونده اشاره خواهد شد به کار می‌رود؛ بهتر است عنوان پرونده کوتاه و شامل کلیدواژههای محتوای آن باشد. برای هر پرونده می‌توان توضیحاتی در مورد پرونده ذکر کرد که این توضیحات نیز بهتر است مختصر و مفید باشند و مهم‌ترین اطلاعات آن در خطوط اول ذکر شوند زیرا در هنگام نمایش اسلایدها در وب‌گاه، تنها چند خط اول توضیحات آن در کنارش به نمایش درمی‌آیند و برای دیدن باقی اطلاعات کاربران باید روی پیوند بیشتر کلیک کنند. استفاده از پرچسب‌های مناسب نیز اهمیت زیادی دارد.
استفاده از نمودارها و تصاویر مناسب در درون اسلایدها در بسیاری از موارد می‌تواند گزینهٔ مناسبی باشد و ارائه را از حالت متن خالی به در آورد. استفاده از داده‌نمایی یکی از روش‌هاییست که در حال کسب محبوبیت روزافزون در این زمینه است. با وجود اینکه داده‌نمایی بیشتر یک فن بازاریابی شناخته می‌شود—به علت پیچیدگی و طراحی‌شان—استفاده از آن‌ها به عنوان روشی فشرده و خلاقانه برای نمایش داده‌ها در یک ارائه، در حال افزایش است، به‌ویژه در مورد نتایج، داده‌های آماری و منحنی‌های رشد.

## خدمات جایگزین
وب‌گاه‌های زیر نیز خدماتی برای اشتراک‌گذاری ارائه‌ها فراهم می‌کنند:
- authorSTREAM به نشانی https://web.archive.org/web/20191127175542/http://www.authorstream.com/
- Slideboom به نشانی https://web.archive.org/web/20190503185542/https://www.slideboom.com/
- Slideserve به نشانی https://web.archive.org/web/20191202091526/https://www.slideserve.com/
- Scribd به نشانی https://web.archive.org/web/20191228030704/https://www.scribd.com/

وب‌گاه‌هایی مانند پرزی نیز وجود دارند که امکان ساخت مستقیم و سپس بارگذاری محتوا روی وب را فراهم می‌کنند. ساختن ویدئو در پرزی نسبتاً ساده است و دارای موتور ارائهٔ قدرتمندیست که اجازهٔ جاسازی ویدئوها از یوتیوب و منابع دیگر را می‌دهد.

## واژه‌نامه
1. ↑  Jonathan Boutelle
2. ↑  slidecast
3. ↑  company account
4. ↑  professional speaker
5. ↑  default
6. ↑  Professional development
7. ↑  Field trip
8. ↑  more
9. ↑  Prezi